# Jean-Charles Jacquemin-Belisle
Pour les articles homonymes, voir Jacquemin.
Jean-Charles Jacquemin-Belisle est un architecte et maître d'œuvre français né le 22 août 1814 à Tours et mort le 16 juillet 1869 dans la même ville. Architecte de la Ville de Tours, il y construit en particulier les ateliers de l’imprimerie Mame et le palais de justice.

## Biographie
Jean-Charles Antime Jacquemin-Belisle est issu d'une famille d'architectes tourangeaux. Il est l'arrière petit-fils de Jean-Bernard Jacquemin (1720–1786), géomètre et architecte de la cathédrale de Tours, le petit-fils de Jean-Bernard-Abraham Jacquemin (1756-1826) et le fils du naturaliste, géomètre et architecte Jean Bernard Jacquemin (1789-1853) et de Charlotte Huault de Bellisle. Il est en outre le neveu de Maxime Jacquemin (1795-1863), général et auteur militaire.
Il est l’élève de Gisors à l’École nationale supérieure des beaux-arts, dont il est lauréat en 1832.

## Œuvre architecturale
Architecte de la Ville de Tours, on lui doit en particulier à ce titre l’hôtel Dussausoy, le palais de justice, un bâtiment pour la Caisse d’épargne et les ateliers de l’imprimerie Mame à Tours,. Une représentation du palais de justice de Tours est d'ailleurs gravée au flanc de son monument funéraire, au cimetière de La Salle à Tours.

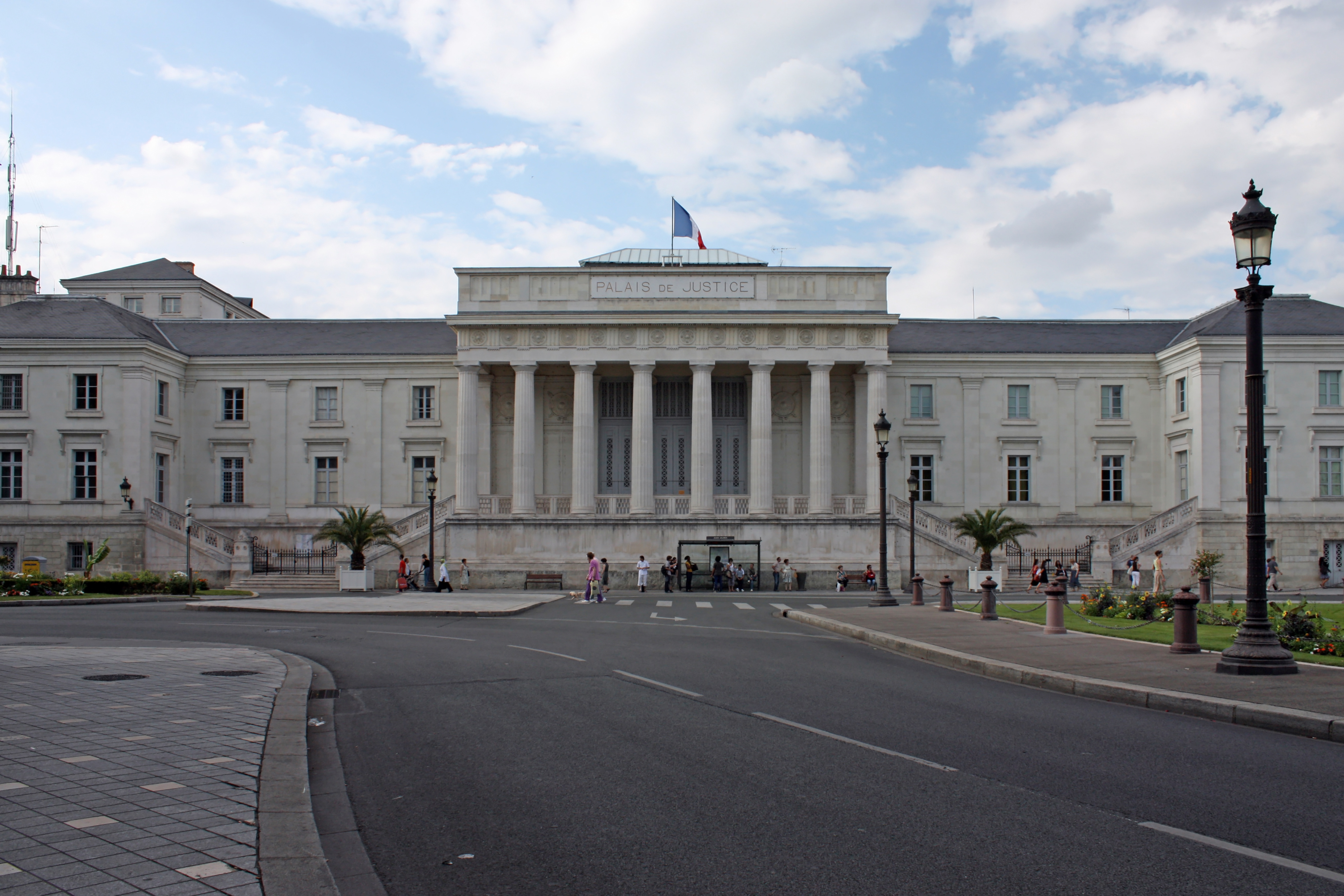
Palais de justice de Tours
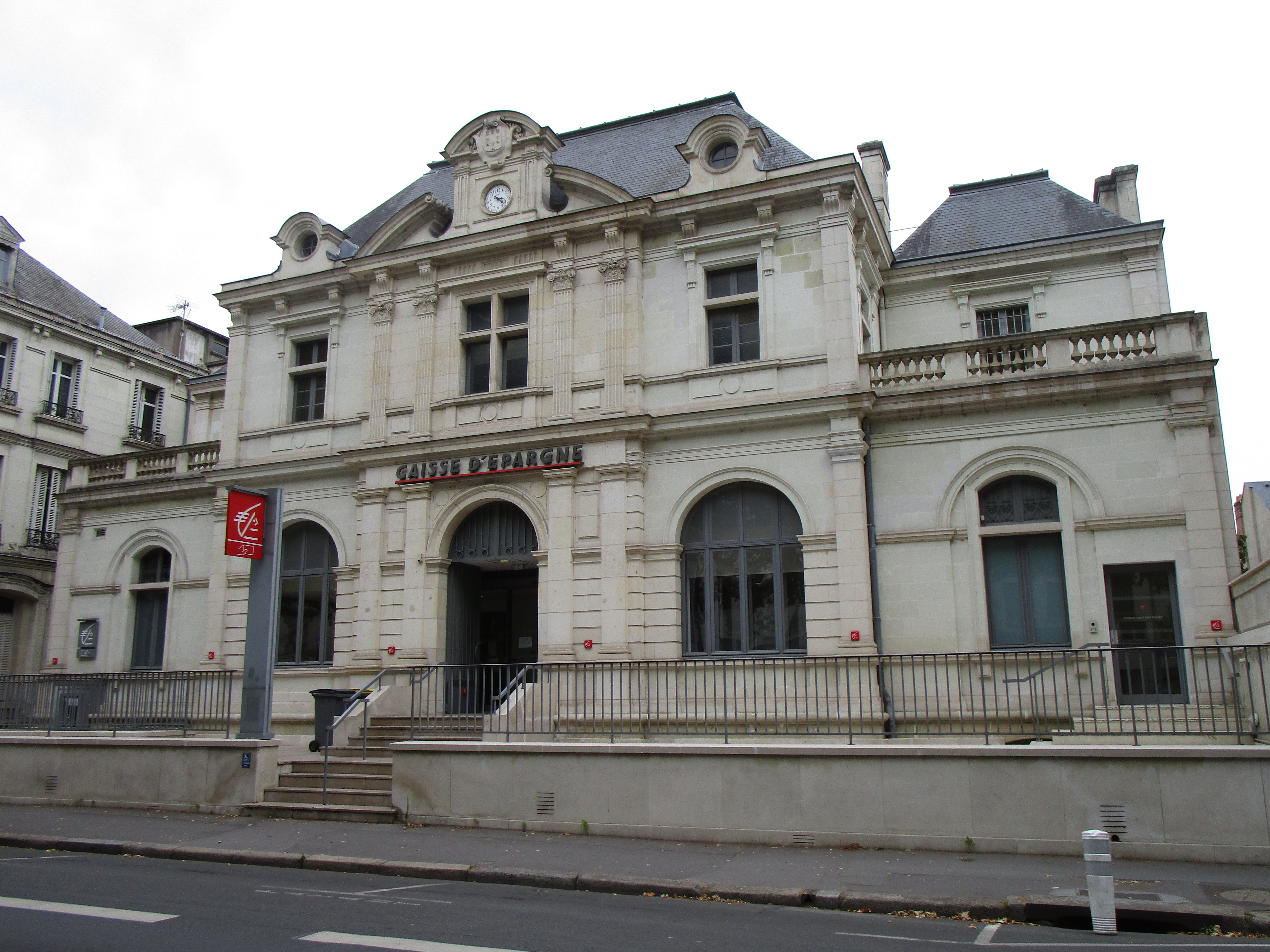
Siège de la Caisse d'Épargne de Tours